# Julków (województwo lubelskie)
Julków – wieś w Polsce, położona w województwie lubelskim, w powiecie bialskim, w gminie Biała Podlaska.
| SIMC    | Nazwa   | Rodzaj    |
| ------- | ------- | --------- |
| 1021530 | Zielone | część wsi |

Według podziału administracyjnego Polski obowiązującego w latach 1975–1998 miejscowość należała do województwa bialskopodlaskiego.
Wieś wchodzi w skład sołectwa Julków-Zacisze w gminie Biała Podlaska. Według Narodowego Spisu Powszechnego z roku 2011 wieś liczyła 132 mieszkańców.
Wierni Kościoła rzymskokatolickiego należą do parafii Narodzenia Najświętszej Maryi Panny w Białej Podlaskiej.